# إليزابيث أي. لين
إليزابيث أي. لين (بالإنجليزية: Elizabeth A. Lynn)‏ (8 يونيو 1946، نيويورك في الولايات المتحدة)؛ كاتِبة وروائية أمريكية.